# Gilów (Baja Silesia)
Gilów (alemán: Girlachsdorf) es una localidad del distrito de Dzierżoniów, en el voivodato de Baja Silesia (Polonia). Se encuentra en el suroeste del país, dentro del término municipal de Niemcza, a unos 6 km al oeste de la localidad homónima y sede del gobierno municipal, a unos 15 al este de Dzierżoniów, la capital del distrito, y a unos 49 al suroeste de Breslavia, la capital del voivodato. Gilów perteneció a Alemania hasta 1945, año en el que pasó a formar parte del voivodato polaco de Breslavia. Entre 1975 y 1998 perteneció al voivodato de Wałbrzych.
- Datos: Q2392091
- Multimedia: Gilów, Lower Silesian Voivodeship / Q2392091